# 小行星1653
小行星1653（1653 Yakhontovia）是一颗围绕太阳公转的小行星。1937年8月30日，格利果利·N·諾伊明在克里米亚发现了此天体。
該小行星以俄羅斯天文學家娜塔莉亞·雅洪托娃（Nataliya Yakhontova）的丈夫N·S·雅洪托娃（N. S. Yakhontova）命名。
这颗小行星的绝对星等为89.04524378232269等。